# ルイ・シャルル・ド・ラ・トレモイユ
ルイ・シャルル・ド・ラ・トレモイユ（Louis Charles de La Trémoille, 1838年10月26日 パリ - 1911年7月4日 パリ）は、フランスの歴史家・古文書研究家・蔵書家。旧貴族で、伝統的な爵位としてトゥアール公爵、ラ・トレモイユ公爵、ターラント公、タルモン公及びラヴァル伯を称した。
トゥアール公シャルル・ブルターニュ・マリー・ド・ラ・トレモイユとその3番目の妻ヴァランティーヌ・ウォルシュ・ド・セランの間の長男で、1歳で父を亡くし家督を継ぐ。母親から相続したアンジェ西郊のセラン城に一族に伝わる浩瀚な古文書類を整理保管し、その研究に情熱を捧げたほか、他の多くの歴史学者のために資料提供を行った。1889年フランス文学院の会員に選出されている。旧貴族として、1886年亡命法の成立時には、友人のブルトゥイユ侯爵と共に、パリ伯らオルレアン家の旧王族が居城ウー城を出てル・トレポール港へ移動するのに随行し、同地で旧王族がイギリスへ国外退去するのを見届けた。
1862年7月2日、7月王政期の閣僚だったタヌギー・デュシャテル伯爵の娘マルグリート＝エグレ＝ジャンヌ＝カロリーヌ・デュシャテル（1840年 - 1913年）と結婚、間に1男1女をもうけた。
- ルイ・シャルル・マリー（1863年 - 1921年） - トゥアール公
- シャルロット（1864年 - 1944年） - 1892年デストレ公爵シャルル＝マリー＝フランソワ・ド・ラ・ロシュフコーと結婚

## 引用・脚注
1. ↑  Almanach de Gotha, La Trémoïlle. Justus Perthes, 1944, p.463. French.